# SNARE

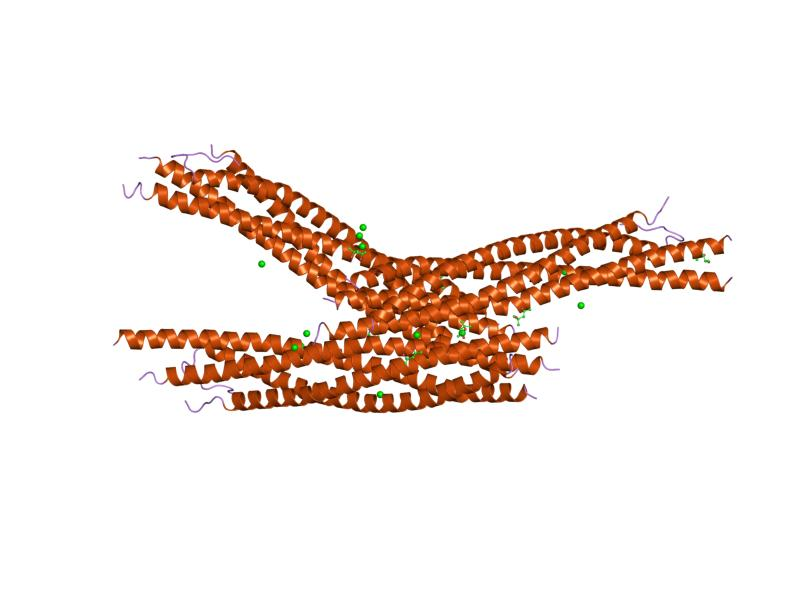
Trans-SNARE komplex

SNARE (zkratka ze sousloví SNAP receptor) je označení pro asi 20 proteinů, které hrají zásadní roli ve splývání membránových váčků v buňkách. Umožňují tedy (spolu např. s Rab proteiny) důležitou část tzv. vezikulárního transportu uvnitř buňky. Jednotlivé SNARE proteiny se specializují na konkrétní membránové organely. Existují dva základní typy SNARE bílkovin: v-SNARE (podle slova vezikul, tedy váček) a t-SNARE (z angl. „target“, tedy cíl). Jsou to obvykle transmembránové proteiny a obsahují sadu alfa-helixů.

## Mechanismus
Podle tzv. SNARE hypotézy se zdá, že v-SNARE a t-SNARE proteiny se na sebe vážou, přičemž helikální doména jednoho proteinu se omotá kolem helixu druhého. Vzniká tím tzv. trans-SNARE komplex (SNAREpin). Bylo zjištěno, že během vazby SNARE proteinů dochází k interakci argininu na jednom proteinu s glutaminem na druhém proteinu. Proto se také někdy SNARE proteiny dělí spíše na R-SNARE (R je arginin) a Q-SNARE (Q je glutamin).
Po proběhnutí fúze membrán dochází k jakési recyklaci SNARE proteinů, aby mohly pracovat opakovaně. K tomu se využívá AAA ATPáza jménem NSF.

## SNARE na synapsích

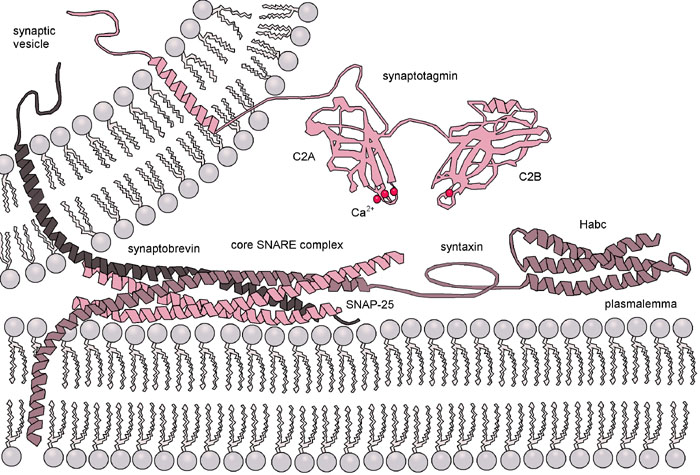
Průběh exocytózy váčků do synaptické štěrbiny vyznačeny mj. SNARE proteiny

SNARE proteiny v nervové soustavě na tzv. synapsích (kde dochází k fúzi neurotransmiterového váčku s membránou buňky) jsou prozkoumány velmi dobře. V-SNARE protein se zde nazývá také synaptobrevin a nachází se na váčku. Na plazmatické membráně se nachází t-SNARE protein syntaxin. Konečně zde vystupuje ještě třetí protein, t-SNARE periferní protein Snap25, který oba zmíněné SNARE proteiny dále spojuje.
Poškození SNARE proteinů v nervové soustavě může představovat v těle velký zdravotní problém. Bakterie, které způsobují tetanus či botulismus, jsou schopné vylučovat neurotoxiny, jež rozkládají SNARE proteiny a blokují přenos signálu na nervových synapsích.